# 주간고속도로 제82호선
주간고속도로 제82호선(영어: Interstate 82, I-82)은 미국 북서부 워싱턴주 엘렌즈버그(Ellensburg)에서 북서부 오리건주 허미스턴(Hermiston) 근교를 연결하는 총 연장 231.07km의 고속도로이다.

## 개요
82호선은 북서부 대도시인 시애틀과 아이다호주의 주도인 보이시, 유타주의 주도인 솔트레이크시티를 잇는 주요한 도로이다. 82호선은 동서노선으로 짝수로 배정되어 있지만 남북노선의 역할도 한다. 하지만 84호선보다 북측에 위치하는 점에서 번호 배정이 어긋난다.
특히 워싱턴주에 위치한 프레드 G. 레드먼 대교(Fred G. Redmon Bridge)가 1971년 11월 2일 개통된 후로 북아메리카에서 콘크리트 아치대교로는 가장 긴 교량을 자랑한다. 총 교량은 167m이다. 1999년에 들어서야 82호선을 오리건주로 남하시키기로 결정되었다.